# Pseudohelotium alaunae
Pseudohelotium alaunae är en svampart som beskrevs av Graddon 1972. Pseudohelotium alaunae ingår i släktet Pseudohelotium och familjen Helotiaceae.   Inga underarter finns listade i Catalogue of Life.